# Prosopocera elongata
Prosopocera elongata es una especie de escarabajo longicornio del género Prosopocera, categorizada en la tribu Prosopocerini, de la subfamilia Lamiinae. Fue descrita por Breuning en 1936.

## Descripción
Mide 23,5-26 mm de longitud.

## Distribución
Se distribuye por Mozambique y República de Sudáfrica.